# David Garcion
David Garcion (* 27. September 1973 in Saint-Nazaire) ist ein ehemaliger französischer Fußballspieler.

## Karriere
Garcion begann das Fußballspielen in der Jugendmannschaft des FC Nantes, von wo aus er 1994 in die erstklassige Profimannschaft des Klubs wechselte. Dort war er hauptsächlich als Ergänzungsspieler für Japhet N’Doram vorgesehen. Dementsprechend kam er in der gesamten Saison auf lediglich drei Einsätze, konnte aber den souveränen Gewinn der Meisterschaft und damit bereits im ersten Jahr seiner Karriere seinen größten Erfolg feiern. In der folgenden Spielzeit wurde er regelmäßiger eingesetzt und debütierte in der UEFA Champions League. Weil er trotz seines großen Talents keinen Stammplatz erlangen konnte, wurde er von den Verantwortlichen 1996 an den OSC Lille verliehen. Bei Lille kämpfte er als Stammspieler erfolgreich für den Klassenerhalt in der ersten Liga und absolvierte eine gute Saison, bis im April 1997 bekannt wurde, dass er im Dezember des Vorjahres bei einem Spiel gegen OGC Nizza positiv auf Anabolika getestet und für neun Monate gesperrt wurde. Als Folge daraus entschied sich Nantes gegen eine zuvor angestrebte Rückkehr des Spielers und verkaufte Garcion an den Ligakonkurrenten EA Guingamp. In Guingamp war er jedoch nur Reservist und musste 1998 zudem den Abstieg in die zweite Liga hinnehmen. Doch zu seinem schlechten Ruf aufgrund des Dopings kam eine schwere Verletzung, weswegen er auch dort nicht häufiger spielte. Der neue Trainer Guy Lacombe verzichtete fast vollkommen auf ihn, sodass er in der Saison 1999/2000 nicht über einen einzigen Einsatz hinauskam. Danach war er eine Zeit lang vereinslos, ehe er während der Winterpause 2000/01 vom SM Caen verpflichtet wurde, der einen schlechten Start in die Zweitligaspielzeit hingelegt hatte. Diese und die folgende Saison verbrachte er als Stammspieler, wurde aber in der Saison 2002/03 von Mathieu Bodmer verdrängt. Dies führte dazu, dass sein Vertrag nicht verlängert wurde und Garcion sich für die Beendigung seiner Karriere entschied. Stattdessen wurde er als Vertreter bei der Reinigungsfirma Groupe Nicollin eingestellt.